# داري داسودا
داري داسودا (بالإنجليزية: Dary Dasuda)‏ هو ملاكم نيجيري، مثّل بلاده في الألعاب الأولمبية الصيفية 1968.

## روابط خارجية
داري داسودا على موقع أوليمبيديا (الإنجليزية)